# Toophan
Le Toophan ou Toofan (persan : توفان, « tempête ») est une série de missiles antichars iraniens. Le Toophan 1 est obtenu par rétro-ingénierie du BGM-71 TOW américain, et dispose de 3,6 kilogrammes d'explosif antichar pénétrant jusqu'à 550 mm de blindage homogène laminé. Sa portée maximale est 3 850 m, sa vitesse de pointe de 310 m/s. L'arme est entrée en service vers 1988. Plusieurs variantes ont été construites avec une puissance et un pouvoir pénétrant plus élevés.

## Historique opérationnel
L'Iran est un des premiers pays à importer des BGM-71 TOW, dès 1971. Des usines de réparation et d'assemblage sont installées pour des TOW et des M47 Dragon.
En mai 1975, les négociations entre l'Iran et Hughes Missile Systems pour une production locale des missiles échouent sur la tarification. La révolution iranienne de 1979 met fin aux projets de coproduction.
Pendant la guerre Iran-Irak, dans le cadre des ventes d'armes à l'Iran, des TOW sont fournis à la République islamique.
Le Hezbollah aurait utilisé des Toophan contre les chars israéliens Merkava lors de la Guerre du Liban de 2006.
Lors de la guerre civile syrienne et de la seconde guerre civile irakienne, des Toophan sont utilisés par les brigades chiites soutenues par l'Iran ou les troupes de Bachar el-Assad, au moins depuis mars 2015.
Lors de la guerre civile yéménite commencée en 2014, les Houthis ont reçu des Toophan, alors que l'Iran nie leur avoir fourni des armes

## Variantes
| Modèle     | Portée | Pénétration | Longueur | Masse   | Notes |
| ---------- | ------ | ----------- | -------- | ------- | --- |
| Toophan 1  | 3,5 km | 550 mm      | 116 cm   | 18,5 kg | [ 6 ] |
| Toophan 2  | 3,5 km | 760 mm      | 145 cm   | 19,1 kg | charge tandem, afin de lutter contre le blindage réactif                                                                            |
| Toophan 2B | 3,5 km | 900 mm      | 145 cm   | 19,1 kg | mise à jour du Toophan 2 avec une ogive plus lourde,                                                                                |
| Toophan 5  | 3,5 km | 900 mm      | 145 cm   | 19,1 kg | variante avec guidage laser et quatre petits ailerons supplémentaire à l'avant du missile,                                          |
| Qaem       |        |             |          |         | variante anti-hélicoptère dévoilée avec le Toophan 5. Le système de guidage laser est censé résister aux dispositifs de brouillage, |

## Utilisateurs

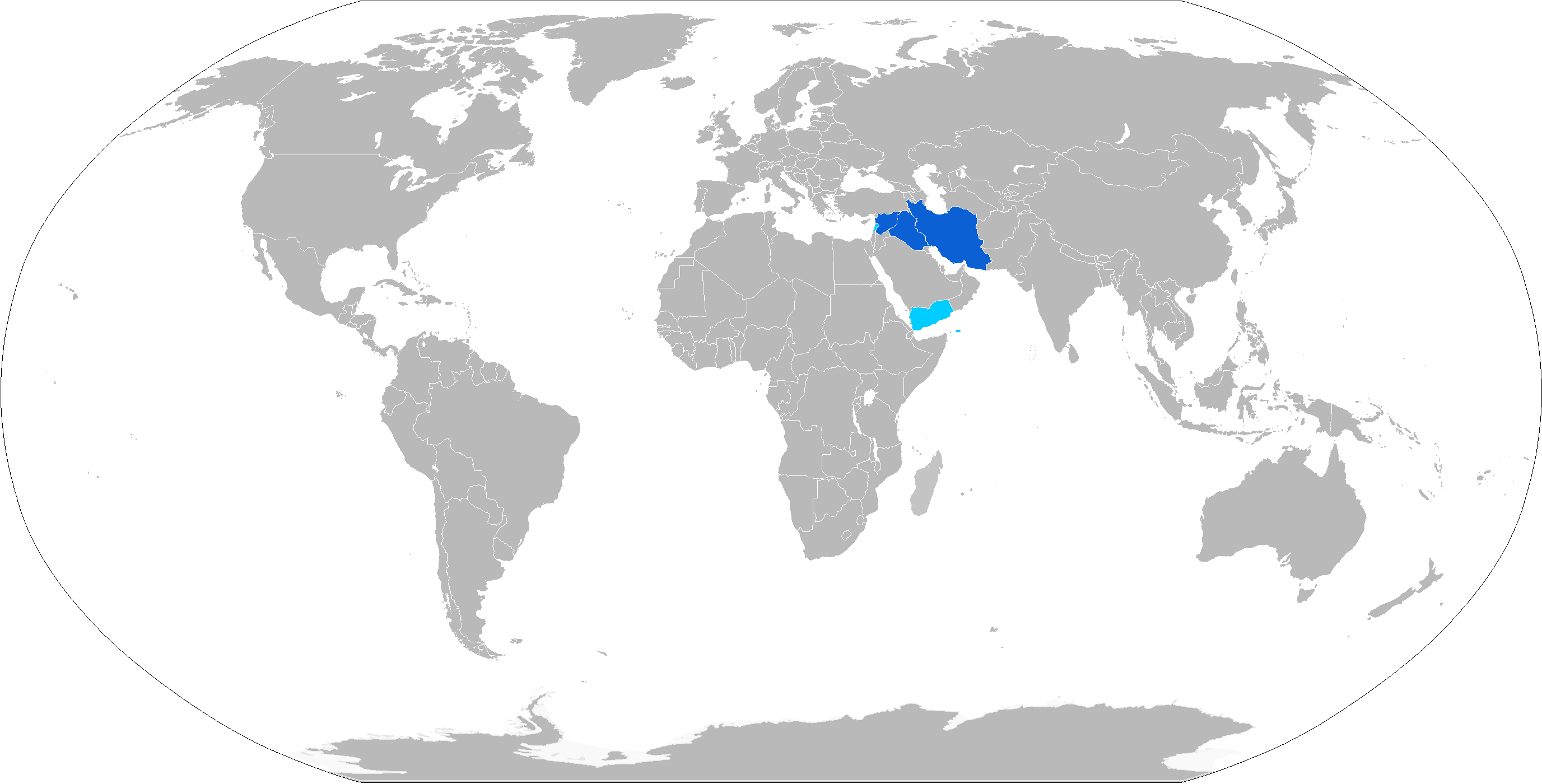
Les utilisateurs du Toophan sont représentés en bleu.

- Iran
- Syrie
- Rebelles houthis au  Yémen[12],[13],[14],[15]
- Hezbollah au  Liban